# Hugh Shearer
Hugh Lawson Shearer (ur. 18 maja 1923 w Martha Brae, zm. 5 lipca 2004 w Kingston) – jamajski polityk, premier Jamajki (1967–1972).

## Życiorys
Od 1941 działał w Przemysłowym Związku Zawodowym Alexandra Bustamante (Bustamante Industrial Trade Union) – głównym jamajskim związku zawodowym, i stał się protegowanym Alexandra Bustamante, założyciela Jamajskiej Partii Pracy. W miarę zdobywania coraz wyższych rang w związku zawodowym uzyskiwał coraz wyższą pozycję w polityce państwowej, a po śmierci premiera Donalda Sangstera 11 kwietnia 1967 został jego następcą; kierował rządem do 2 marca 1972. W okresie jego premierostwa na Jamajce następował silny wzrost gospodarczy i rozwój szkolnictwa. W 1977 został przewodniczącym Bustamante Industrial Trade Union, 1980-1989 sprawował urząd ministra spraw zagranicznych Jamajki, a w 1994 stanął na czele Jamajskiej Konfederacji Związków Zawodowych (Jamaica Confederation of Trade Unions).